# Свято-Вознесенська церква (Снятин)
Церква Вознесіння Господнього — чинна дерев'яна церква у м. Снятині на Івано-Франківщині. Парафія належить до Православної церкви України.

## Історія
Найстаріша дерев'яна церква на Снятинщині, що збереглася до наших днів. Споруджена 1794 року, в 1838-у розширена і перебудована.
Навпроти церква Вознесіння Господнього мешкав священик Теофіл Кобринський, з ініціативи якого збудована у Снятині церква Чуда Архистратига Михаїла.
Він спричинився також до започаткування Снятинської міщанської читальні та хору.
З Вознесенською церквою пов'язане ім'я Івана Гоїва, який став продовжувачем шляхетної справи Т. Кобринського.
До церкви ходила дружина отця Кобринського — відома українська письменниця, Наталя Кобринська, яка ініціювала жіночий рух у Галичині.
На будинку, де нині розташовується санітарно-епідеміологічна станція, відкрито меморіальну дошку на честь Наталі Озаркевич і Теофіла Кобринського. Ця вулиця названа в їхню честь — вул. Кобринських.
1876–1878 у церкві встановлено новий іконостас і «помальовано цілу церкву» (1894). 1903 святиню перекрито бляхою.
Довгий час за «совітів» церква Вознесіння Господнього була недіючою. 1961 року церкву було закрито.
5 червня 1997, на Вознесіння Господнє, зібрався люд, прийшли священнослужителі УПЦ Київського Патріархату, щоб освятити стареньку церковцю. Було споруджено новий хрест. Парафіяни офірували образи, вишивані рушники, килими. 
Згодом з ініціативи та при безпосередній участі декана Снятинського УПЦ КП о. Михайла Марусяка і настоятеля о. Миколи Марусяка проводилися відновлювальні роботи, повністю виконано реставрацію внутрішнього художнього розпису.
19 вересня 2011 року на храмове свято міста — Чудо святого Архистратига Михаїла на подвір'ї Свято-Вознесенської церкви зібрались сотні вірних. Оновлену церкву освятив Архієпископ Івано-Франківський і Галицький УПЦ КП Іоасаф у співслужінні із священиками Снятинського деканату.
І нині церква отримала знову Божу благодать, тепло і ласку Духа Святого. Вона радіє і усміхається, адже донедавна була занедбана, поруйнована в часи розгулу атеїстично-безбожного свавілля.

## Архітектура
Церква Вознесіння Господнього хрестоподібна у плані. Фундамент — прутські валуни, частково цегла. Покриття — бляха (раніше — гонти). Дерев'яна, однобанна.
Чеський мандрівник, який відвідав Україну 1830, писав: «Архітектурний стиль русинських селянських церков, найчастіше дерев'яних, є оригінальний і дуже мальовничий. Дерев'яні церкви бувають твором простих теслярів, котрі також чимало прикладають руки до різьбярського мистецтва».
На території Снятинщини це єдина найдавніша пам'ятка дерев'яної архітектури.
Іконостас церкви був розібраний під час її закриття 1961 року, а 1986 — переданий у с. Лисець Тисменицького району.

## Священослужителі
Настоятелі: 
- о. Андрей Кропивницький (1832) — декан,
- о. Теофіл Кобринський (1878–1882),
- о. Омелян Ганкевич (1887),
- о. Філемон Огоновський (1900),
- о. Ілля Оренчук (1925–1935).

Нині[коли?] настоятелем є протоієрей Микола Марусяк, канд. богословських наук.
Сотрудники систематичні:
- о. Андрей Райтаровський (1832),
- о. Амброзій Січинський (1887),
- о. Северин Матковський (1890),
- о. Миколай Гриньовський (1900),
- о. Петро Палятицький (1935).

Сотрудники приватні та катехити при народних школах:
- о. Ієронім Бояриш (1890),
- о. Йосип Проць (1925) — радник єпископської консисторії,
- о. Яків Дубчак (1935) та ін.